# Rudolf Elander
Per Rudolf Gottfrid Elander, född 24 maj 1880 i Göteborg, död 2 december 1963 i Stockholm, var en svensk historiker.
Rudolf Elander var son till sjökaptenen Olof Anton Johansson och systerson till Karl Elander. Efter mogenhetsexamen i Vänersborg 1899 studerade han vid Göteborgs högskola och blev filosofie kandidat 1903, filosofie licentiat 1908 och filosofie doktor 1909. Elander blev 1912 adjunkt vid Nya elementarskolan i Stockholm och 1919 lektor i geografi och historia vid Högre realläroverket å Norrmalm. Hans huvudämne var från början etnografi och han disputerade med avhandlingen The Chief of the Indian Clan in North America, ett ämne han sedan anknöt till i några uppsatser. Hans senare produktion föll huvudsakligen inom historien och berörde främst Erik XIV:s regeringstid, bland andra Nils Sture och Västgötaräfsten (1924), Sturemordens gåta (1928), Herr Sten (1932) och Stämplingar mot Erik XIV (1–3, 1934–1937).